# Knut Kinch
Knut Kinch, född 15 maj 1886, död 13 mars 1962, var svensk ingenjör och vägexpert.
Knut Kinch var bror till Karl Kinch. Han blev civilingenjör 1909, var avdelningschef vid Harsprångets första utbyggnad 1919–1922, övergick sedan till vägväsendet och blev inspektör hos Väg- och vattenbyggnadsstyrelsen 1934, chef för dess avdelning för enskilda vägar 1939, vägdirektör i Östergötlands län 1944 och var från 1946 överinspektör för Väg- och vattenbyggnadsstyrelsens vägunderhållsavdelning. Han blev överstelöjtnant i Väg- och vattenbyggnadskåren 1946.